# Suzanne Lacasse
Suzanne Lacasse (* 22. September 1948 in Noranda, Québec, Kanada) ist eine kanadische Bauingenieurin der Geotechnik.
Lacasse wurde in einer kleinen Bergbaustadt in Kanada geboren. Sie begann schon mit vierzehn Jahren ihr Studium an der Universität Montréal (College de Rouyn), wo sie 1967 mit Bestnoten ihren Bachelor-of-Arts-Abschluss machte und danach Bauingenieurwesen an der École Polytechnique de Montréal studierte, mit dem Bachelor-of-Science-Abschluss 1971. Danach folgte ein Aufbaustudium am Massachusetts Institute of Technology (MIT) mit dem Master-Abschluss 1973 und an der École Polytechnique de Montréal, wo sie 1976 promoviert wurde. 1973 bis 1975 war sie Lecturer in Montreal und 1975 bis 1982 am MIT, wo sie schließlich das Geotechnik-Labor leitete und 1978 einen Preis für ihre Lehre erhielt. Ab 1978 war sie zudem als Post-Doktorandin und ab 1980 als fest angestellte Wissenschaftlerin am Norwegischen Geotechnischen Institut in Oslo, wo sie Senior Engineer war und ab 1991 Direktorin.
Zuerst befasste sie sich vor allem mit Labortechniken und In-situ-Messverfahren der Geotechnik. In Norwegen war ein Schwerpunkt die Böschungsstabilität, Verhalten von Offshore-Plattformen zum Beispiel unter Sturmbelastung, probabilistische Sicherheitsanalyse.
Sie ist Ehrendoktor der University of Dundee und der Technisch-Naturwissenschaftlichen Universität Norwegens in Trondheim und erhielt die K.Y.Lo Medal for Excellency in Engineering des Canadian Institute of Engineering. Sie ist Mitglied der National Academy of Engineering (2001), der kanadischen und norwegischen Ingenieursakademien, der Royal Society of Canada und der Norwegischen Akademie der Wissenschaften (1996). Sie ist Ritter 1. Klasse des isländischen Falkenordens. 2003 bis 2004 war sie Präsidentin der Kanadischen Geotechnischen Gesellschaft. 2001 war sie Terzaghi Lecturer, als bisher einzige Frau (2010), 2015 soll sie die Rankine Lecture halten.
Sie spricht sieben Sprachen (Englisch, Französisch, Spanisch, Italienisch, Deutsch, Niederländisch, Norwegisch), was ihre Projektaktivitäten als beratende Ingenieurin in verschiedenen Ländern widerspiegelt. In ihrer Jugend spielte sie Klavier und war aktive Pfadfinderin.